# Six Flags New Orleans
Six Flags New Orleans (voorheen Jazzland) was een pretpark in New Orleans, Louisiana in de Verenigde Staten. De grond is in bezit van de stad New Orleans en werd gehuurd door Six Flags.
Het park werd gesloten na augustus 2005. Toen raasde de orkaan Katrina over New Orleans en werd het park zwaar beschadigd.

## Geschiedenis
- 2000 – Jazzland opent zijn deuren. Het park is gelegen in het oosten van New Orleans.
- 2002 – Six Flags koopt het park en huurt de grond van de stad New Orleans. Het park krijgt hiermee de naam Six Flags New Orleans. De groep wilde eerst een houten achtbaan van het nabijgelegen gesloten pretpark herbouwen, maar nadien bleek deze te klein te zijn. Six Flags plaatste een grotere houten achtbaan welke bestand was tegen orkanen. Ook wilde Six Flags een waterpark, Six Flags Hurricane Harbor, bouwen.
- 2005 – In augustus raast de orkaan Katrina over New Orleans. Hierdoor worden dijken doorbroken en loopt de stad onder water. Het oostelijke deel van New Orleans is zwaar getroffen en dus Six Flags ook.
- 2006 – Het park is te zwaar beschadigd en Six Flags wil het niet heropenen, althans niet in 2006. Het zou ook jaren duren om de schade te herstellen. In december breekt Six Flags Batman: The Ride af en verhuist men de achtbaan.
- 2007 – Opnieuw laat Six Flags weten dat het park niet open gaat. De achtbaan Batman: The Ride wordt herbouwd in Six Flags Fiesta Texas.
- 2008 – Six Flags laat weten dat Six Flags New Orleans weer zal openen met alle attracties die er ook voor 2005 stonden, maar de precieze datum hiervoor is nog niet bekend. De groep zit nog altijd rond de tafel met de verzekeringen om de schade te vergoeden. Ook wil het park een nieuw waterpark en een hoop nieuwe attracties bijbouwen.
- 2009 – Op 18 augustus werd aangekondigd dat het park zou omgebouwd worden tot een Nickelodeon-water/themapark.[1] Op 18 september gaf de stad New Orleans de Six Flags-groep een boete van 3 miljoen dollar.[2]
- 2010 – De achtbaan Road Runner's Express wordt verwijderd en heropgebouwd in Six Flags Magic Mountain onder de naam Road Runner Express.
- 2011 – Het bedrijf Southern Star Amusement wil het park overnemen. Op 26 januari biedt het bedrijf aan om het park te herbouwen.

## Orkaan Katrina

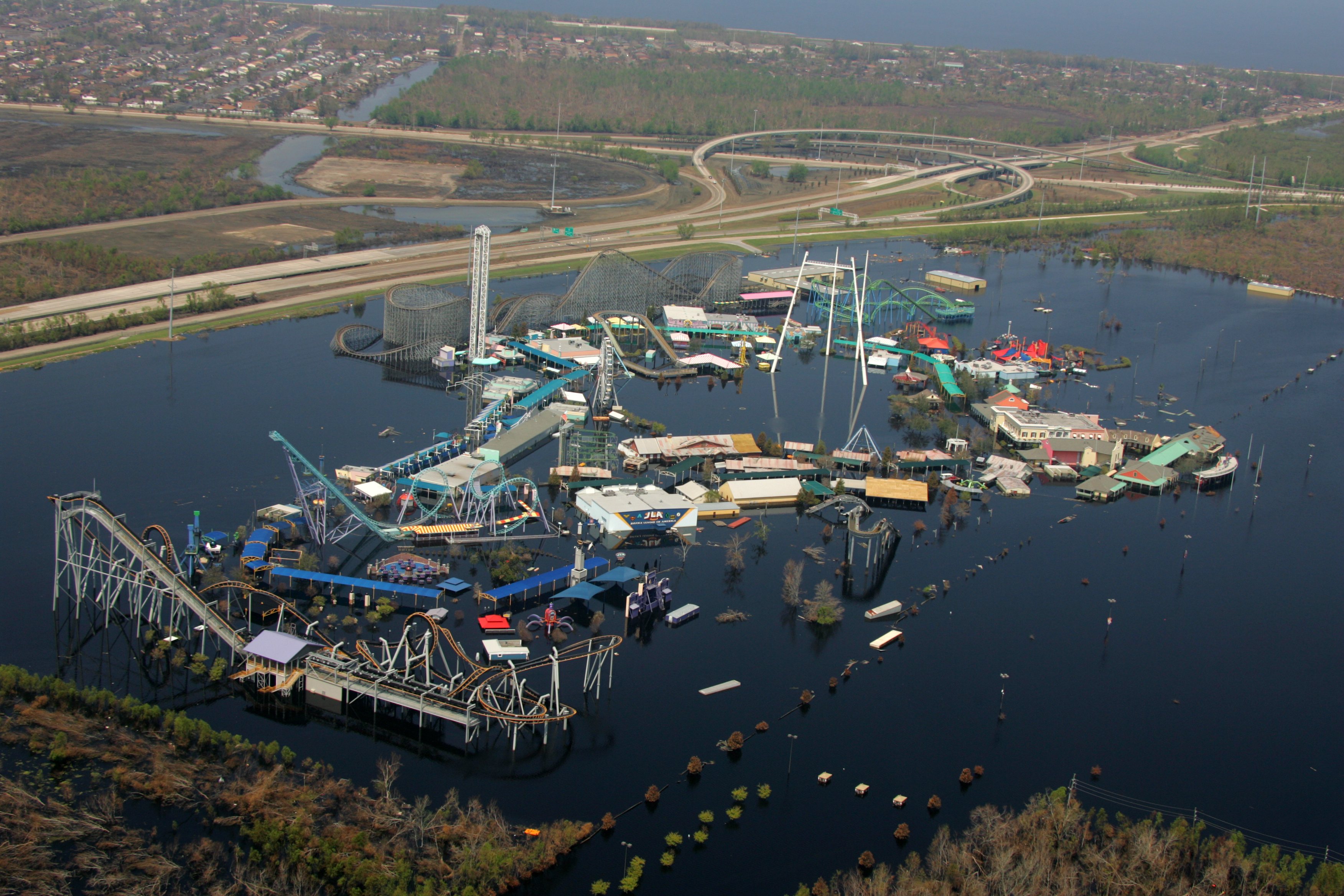
Het park onder water na orkaan Katrina

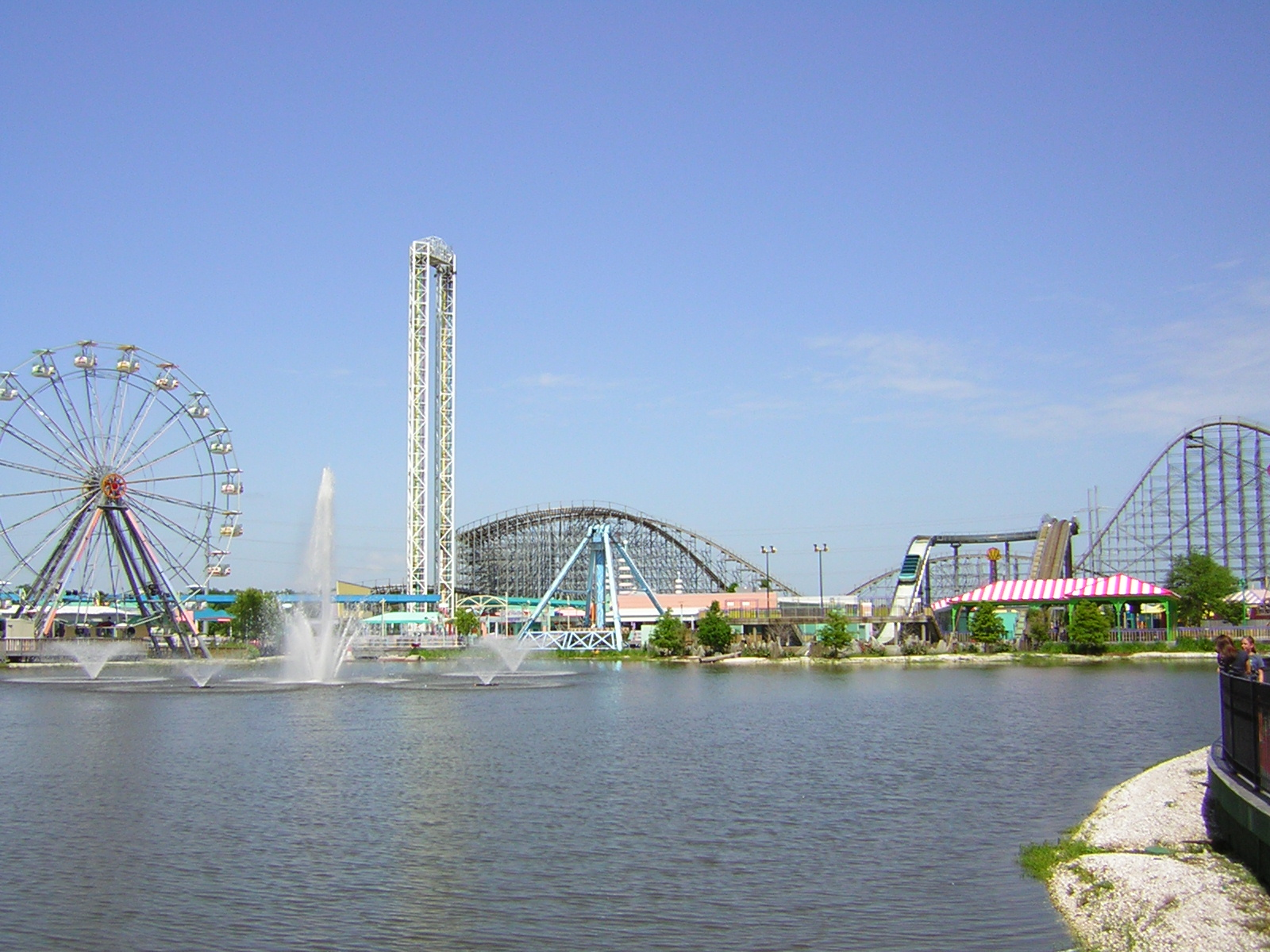
Een zicht vanop het meer (2004)

Toen Katrina op 29 augustus 2005 aan land kwam, werd de stad volledig onder water gezet. Ook Six Flags New Orleans onderging dit lot. Bijna alle attracties stonden volledig onder water (behalve de achtbanen, die deels onder water stonden) en begonnen dus te roesten of te rotten. Sommige gebouwen zijn vernield doordat de wind de dakpannen eraf blies of doordat het water de muren en het interieur deed rotten.
Six Flags heeft sindsdien besloten om het park niet opnieuw te openen zolang de schade aan de attracties en gebouwen niet vergoed en hersteld is. Ondertussen heeft het park ook plannen voorgelegd om het domein uit te breiden met een waterpark en extra attracties, maar hierover overlegt de stad nog.

## Filmlocatie
Sinds 2011 wordt het park soms gebruikt als opnamelocatie voor verschillende films.
Onderstaande een lijst van films die opgenomen zijn in het park:
- Killer Joe (2011)
- Stolen (2012)
- Percy Jackson: Sea of Monsters (2013)
- Dawn of the Planet of the Apes (2014)
- Jurassic World (2015)
- Deepwater Horizon (2016)
- Synchronic (2019)
- Project Power (2020)
- Reminiscence (2021)